# Mastère en sciences
O Mastère en sciences (MSc) é um diploma francês do ensino superior, credenciado pela Conférence des grandes écoles e destinado principalmente aos titulares de um Bachelor ou de uma maîtrise, respectivamente, diploma do primeiro ciclo (correspondente a três anos na universidade) e diploma recebido após quatro anos de estudos universitários, entre o primeiro (M1) e o segundo (M2) anos de master. Criado em 2002,  ele atesta a conformidade da formação a diversos critérios de qualidade (seletividade, ensino da língua inglesa, carga horária, duração do programa, trabalho de pesquisa, entre outros).

## Apresentação
Segundo a regulamentação da Conférence des grandes écoles, o Mastère en sciences é um programa que atesta, segundo critérios estabelecidos, a qualidade do processo completo de formação alinhada ao referencial internacional e ensinado principalmente em língua inglês.
São aceitas as candidaturas dos estudantes titulares de um dos diplomas seguintes:
- Diploma de maîtrise ou equivalente;
- Diploma estrangeiro, especialmente o Bachelor's degree dos países anglôfonos.

A aceitação ou não de um diploma pré-requisito é realizada pelo diretor de cada instituto.
Apenas as instituições membros da Conférence des grandes écoles e devidamente acreditadas podem emitir o diploma de Mastère en Sciences.